# 仏蘭西少女
『仏蘭西少女〜Une fille blanche〜』（ふらんすしょうじょ〜ゆね・ふぃーゆ・ぶらんしゅ〜）はPILより2009年7月10日に発売されたアダルトゲーム。
本作は、PILが過去に発売した『女郎蜘蛛』と世界観を共有しており、中畑伊佐治と北畠蝶子など、同作を初出とする人物も出てくる。中国語の台詞が登場するシーンもあり、このシーンは日本語表記と音声に変更することができる環境設定を実装している。その他、本作は2種類の初回限定生産として発売されており、それぞれに異なる装丁や特典が付属することも特徴である。

## 開発
制作発表が行われたのは1999年であり、制作に最も時間がかかった美少女ゲームの1つとして知られる。その一方で、少女役のまきいづみに脚本が手渡されたのは発売の6年前とされており、丸谷秀人のシナリオは早期に上がっていたとされている。2008年以降になると再び本格的に情報が公開されるようになり、同年に開始されたストーンヘッズが放送するインターネットラジオ『中目黒わくわくモンキーパーク』で制作状況や詳細が語られるようになった。以降も数回にわたる発売延期を経たものの、無事に2009年7月10日に発売となった。
制作が難航した要因として、丸谷秀人のシナリオの分岐の複雑さを「無限分岐」と表現・指摘している。その名のごとくシナリオの分岐は細分化しており、エンディング数は48個におよぶ。これに伴い、シーン回想機能には通常のエッチシーン回想に加え、エンディングシーン回想も実装されている。

## ストーリー
大正12年、世間が不況に見舞われている中、子爵家に生まれついた主人公・矢旗澤政重は悠々自適な生活を過ごしていた。ある日、彼のもとに伯爵である旧友の織田桐治道から「見せたいものがある」と記された招待状が送られてくる。同様に招待された義妹の香純と旧友の眞山皐之介と共に織田桐邸を訪れた政重は、久しぶりの再会も束の間にして治道の突然死を目の当たりにする。後日、治道の葬儀を終えて再び織田桐邸を訪れた政重は、治道が遺した莫大な借金と共にある遺産を託される。そして、政重は、屋敷の地下室に案内され、遺産として、“ユヌ・フィーユ・ブランシュ”と呼ばれる純白の少女を紹介される。

## キャラクター
矢旗澤 政重（やぎさわ まさしげ）
声：うまいぼう（特典ドラマCDのみ）
本作の主人公。子爵。華族8家が出資する華殖銀行の役員を務めるが、決済の印を押す以外に仕事がない自分の立場に疑問を感じている。
少女
声：まきいづみ
金髪碧眼の少女と言う以外は年齢、素性共に一切不明。政重を慕い、食事の世話も含めてすべてを彼にゆだねる。執事からは"恩寵"と呼ばれる事がある。
矢旗澤 香純（やぎさわ かすみ）
声：かわしまりの
政重の義理の妹。元々は矢旗澤家の奉公人の娘。母が亡くなったのち矢旗澤家の養子に迎えられるが、その頃から感情を表に出さないようになった。
織田桐 舞子（おだぎり まいこ）
声：海原エレナ
織田桐伯爵家の長女。上海の大金持ちに嫁いでいたが、治道の死期に合わせるように帰国してきた。少女について何か知っている。
織田桐 治道（おだぎり はるみち）
声：皇帝
主人公の友人であり、織田桐伯爵家の当主。
キャリバン
声：空乃太陽
織田桐伯爵家の執事。
中畑 伊佐治（なかはた いさじ）
声：一条和矢
治道に金を貸していた自称実業家。周囲からは「三百代言（ペテン師）」と呼ばれている。
蔡 子才（ツァイ・ツーサイ）
声：青菜炒眼
舞子の側に居る青年。
眞山 皐之介（まやま こうのすけ）
声：波多野和俊
主人公、織田桐伯爵の古くからの友人。自身も伯爵家の長男だが、家柄に興味はなく新聞記者として働いている。
北畠 蝶子（きたばたけ ちょうこ）
声：岡田まみ
北畠伯爵家の長女。
唐森 花世
声：民安ともえ
政重の夢の中に登場する謎の少女。

## スタッフ
- シナリオ：丸谷秀人
- 原画：Tony
- イメージ画：大石竜子
- 音楽：ヤヅチスエタ
- 主題歌「Une fille blanche」
  - 歌・作詞：KILA、作曲：ヤヅチスエタ
- エンディングテーマ「小鳥は踊る〜L'oisillonne dansante〜」
  - 歌：KILA、作詞・曲：ヤヅチスエタ

## 反響

### 売上・ランキング
本作の豪華特装版はPC PRESSの2009年8月27号にて4位にランクインしたほか、初回限定版が10位にランクインした。